# Oito de Teerã
Oito de Teerã  foi uma união política dos mujahideen xiitas afegãos, principalmente do grupo étnico hazara, apoiada pelo Irã durante a guerra soviética no Afeganistão. O Oito de Teerã lutou contra o governo do Partido Democrático do Povo do Afeganistão e as tropas soviéticas que o sustentavam. Formava a segunda maior força mujahedeen, após o Sete de Peshawar (a aliança sunita apoiada pela Arábia Saudita).

## As oito facções xiitas
As seguintes organizações afegãs compuseram o Oito de Teerã, todos com sede no Irã:
- Hezbollah afegão - liderado por Karim Agmadi Yak Daste.
- Partido Nasr (também conhecido como Organização Islâmica da Vitória do Afeganistão) - liderado por Muhammad Hussein Sadiqi, Abdul Ali Mazari e Shaykh Shafak.
- Corpo dos Guardiões da Revolução Islâmica do Afeganistão - liderado por Sheikh Akbari, Mokhsem Rezai e Sapake Pasdar.
- Movimento Islâmico do Afeganistão - liderado por Muhammad Asif Muhsini e Shaykh Sadeq Hashemi. Como um membro do Oito de Teerã, aderiu ao Hezb-e Wahdat, que foi concebido como uma frente política xiita, mas logo se afastou. [1]
- Comitê do Acordo Islâmico, também conhecido como partido Shura, - liderado por Sayeed Ali Beheshti e Sayeed Djagran.
- Movimento da Revolução Islâmica - liderado por Nasrullah Mansur.
- União dos Combatentes Islâmicos - liderada por Mosbah Sade, um líder hazara de Bamiã.
- Partido Raad - liderado por Shaykh Sayeed Abdul Jaffar Nadiri, Muhammad Hazai Sayeed Ismail Balkhee.